# Paderborn
Paderborn (nemška izgovarjava: [paːdɐˈbɔʁn]) je mesto v Severnemu Porenju - Vestfaliji (Nemčija), ki je tudi glavno mesto istoimenskega okrožja. Naselje je dobilo ime po rekah Pader in Born. Reka Pader izvira iz več kot 200 izvirov v bližini stolnice Paderborn, kjer je pokopan sv. Liborij. Je tudi sedež rimskokatoliške nadškofije.

## Zgodovina
Paderborn je kot škofijo ustanovil Karel Veliki leta 795, čeprav se je njegova uradna zgodovina začela leta 777, ko je Karel Veliki zgradil grad blizu izvirov Pader. Leta 799 je papež Leon III. pobegnil od svojih sovražnikov v Rimu in dosegel Paderborn, kjer se je srečal s Karlom Velikim in tam ostal tri mesece. V tem času je bilo odločeno, da bo Karel Veliki okronan za cesarja. Karel Veliki je leta 800 ponovno postavil Leona v Rim in ta ga je v zameno okronal za cesarja Svetega rimskega cesarstva. Leta 836 je sveti Liborij postal zavetnik Paderborna, potem ko je njegove kosti iz Le Mansa tja preselil škof Badurad. Liborija se v Paderbornu vsako leto julija spominjamo z Liborifestom.
Paderbornski škof Meinwerk je postal knez cesarstva leta 1100. Škof je dal zgraditi več velikih stavb, območje pa je postalo prostor za bivanje cesarjev.
Mesto je leta 1802 zavzela Prusija, nato pa francoska vazalna država Kraljevina Vestfalija od 1807 do 1813 in nato vrnjena Prusiji.
Domačin Friedrich Sertürner, farmacevtov vajenec v Paderbornu, je bil prvi, ki je leta 1804 izoliral morfij iz opija.
Leta 1914 je bilo vojaško taborišče Paderborn spremenjeno v taborišče za vojne ujetnike po imenu Sennelager.
Leta 1930 je bil sedež Paderborna povišan v nadškofijo.
Med drugo svetovno vojno so zavezniška letala leta 1944 in 1945 bombardirala Paderborn, kar je povzročilo 85 % uničenja, vključno s številnimi zgodovinskimi stavbami. Zavzela ga je ameriška 3. oklepna divizija po bitki od 31. marca do 1. aprila 1945, v kateri so bili tanki in metalci ognja uporabljeni med kombiniranimi napadi mehanizirane pehote na jugozahodne, južne in jugovzhodne pristope mesta.
Potem ko je bilo mesto rekonstruirano v 1940-ih in 1950-ih, je Paderborn postal glavni industrijski sedež v Vestfaliji. Britanska vojska je ohranila pomembno prisotnost na območju do leta 2020, ko so bile britanske enote prestavljene nazaj v Združeno kraljestvo. V Paderbornu je ostalo le majhno osebje za usposabljanje in omogočanje, da bi olajšali začasne napotitve za uporabo vadbenega območja Sennelager.
20. maja 2022 je Paderborn prizadel hud tornado, pri čemer je na poti ostalo 38 poškodovanih in precejšnja škoda.

## Geografija
Paderborn leži ob izviru reke Pader, približno 30 kilometrov vzhodno od Lippstadta in približno 50 kilometrov južno od Bielefelda ob Paderju. Hribi Eggegebirge so vzhodno od mesta. Mesto sestavljajo naslednji deli:
- Paderborn (center mesta)
- Benhausen
- Dahl
- Elsen
- Marienloh
- Neuenbeken
- Sande
- Sennelager
- Schloß Neuhaus
- Wewer

## Demografija
Paderborn ima več kot 144.000 prebivalcev, od tega je približno 10 % študentov na lokalni univerzi (Univerza Paderborn). Poleg tega v garnizonu Westfalen živi približno 10.000 pripadnikov ali sorodnikov pripadnikov britanskih oboroženih sil, vendar niso vključeni v nominalno število prebivalstva.
60 % prebivalstva je katoličanov, 20 % luteranov in 20 % pripadnikov drugih ver ali nereligioznih.

## Gospodarstvo
Paderborn je sedež nekdanje družbe Nixdorf Computer AG, ki jo je Siemens kupil v zgodnjih 1990-ih in je približno deset let znan kot Siemens-Nixdorf. Podjetje je zdaj znano kot Diebold Nixdorf, ki se še vedno nahaja v Paderbornu, vendar je Siemens še vedno precej prisoten v mestu.
V Paderbornu so tudi številna druga podjetja informacijske tehnologije in industrijska podjetja.
Paderborn je tudi dom pivovarne "Paderborner", ki od leta 1990 pripada skupini Warsteiner.

## Umetnost in kultura
Paderborn ima največji računalniški muzej na svetu, Heinz Nixdorf MuseumsForum, odprt leta 1996. Od leta 2001 do 2005 je gostil RoboCup German Open.
Mesto podpira Nordwestdeutsche Philharmonie za redne simfonične koncerte v Paderhalle.
Mesto je danes znano po svojih razstavah v treh muzejih: Kaiserpfalz, Škofijski muzej in Umetniški muzej - Städtische Galerie. Mesto ima tudi nekaj naravnih turističnih znamenitosti znotraj in okolice.

### Galerija
- Osrednji Paderborn in stolnica
- Cerkev svetega Bonifacija, Paderborn
- Cerkev svetega Jurija, Paderborn
- Mestna hiša Paderborn
- V notranjosti Bartholomäuskapelle
- Fotografija središča mesta Paderborn

## Pobratena mesta
Paderborn je pobraten z:
- Le Mans, Francija (uradno od 1967, tradicionalno od 836, najstarejše partnerstvo)[11]
- Bolton, Anglija, Združeno kraljestvo (1975)
- Belleville, Illinois, ZDA (1990)
- Pamplona, Španija (1992)
- Przemyśl, Poljska (1993)
- Debrecen, Madžarska (1994)
- Qingdao, LR Kitajska (2003)